# Patrick Pierre Jeune

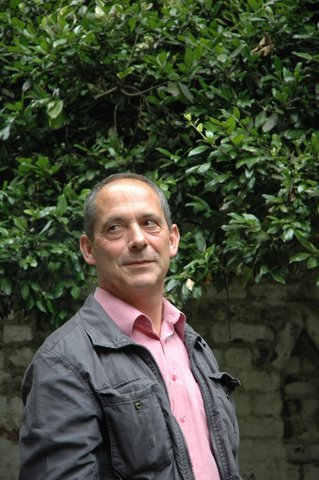
Porträt Patrick Pierre Jeune

Patrick Pierre Jeune (* 7. Januar 1959 in Paris) ist ein französischer Maler. 

## Leben
Patrick Pierre Jeune wurde 1959 in Paris geboren, wo er aufwuchs und zur Schule ging. Nach einem Studium der Anglistik begann er eine Banklaufbahn in Frankreich und Belgien, die er 1993 beendete, um sich ganz der Tätigkeit als Künstler zu widmen. Seit 1996 ist Patrick Jeune in  Sammlungen und Ausstellungen in Deutschland und im Ausland vertreten. Er ist künstlerischer Berater von Einrichtungen und Mitbegründer der Produzenten-Galerie „Atelier 21“. Heute lebt Jeune in Aachen, Hamburg und Paris.

## Bilder

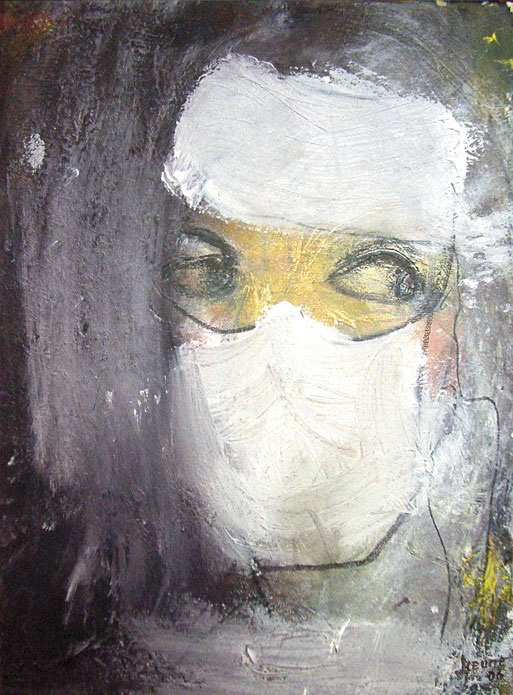
„Ärzteserie“ Öl auf Leinwand, 2006
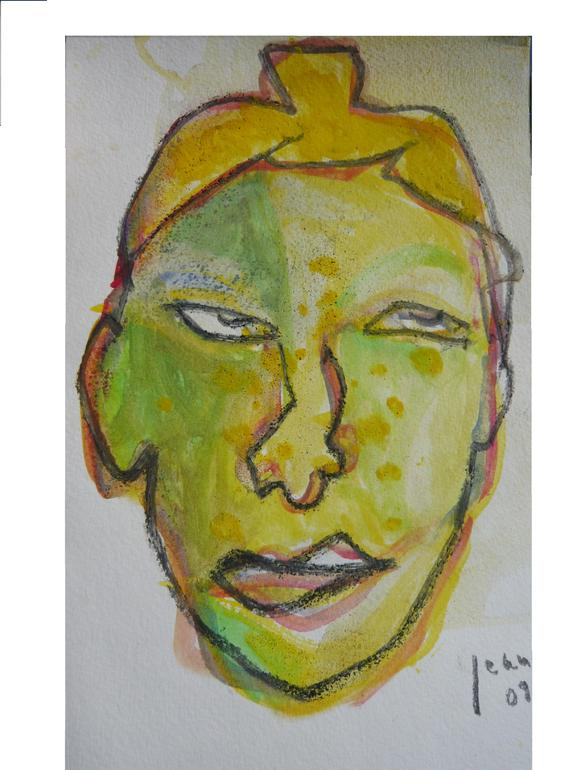
„Koh Mak“ Aquarell auf Papier, 2009
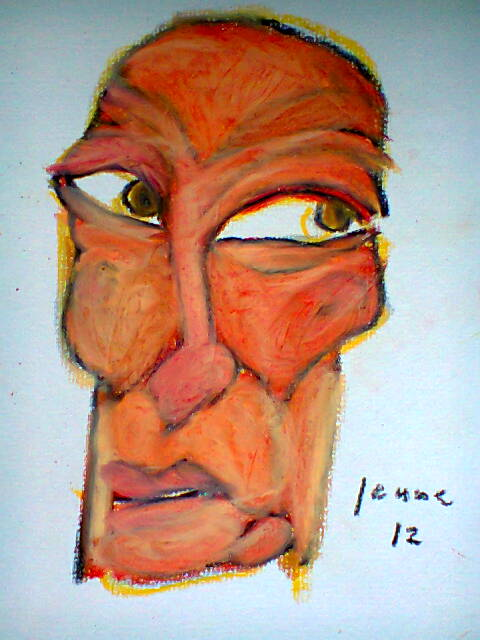
„Untitled“ Kreide auf Papier, 2012
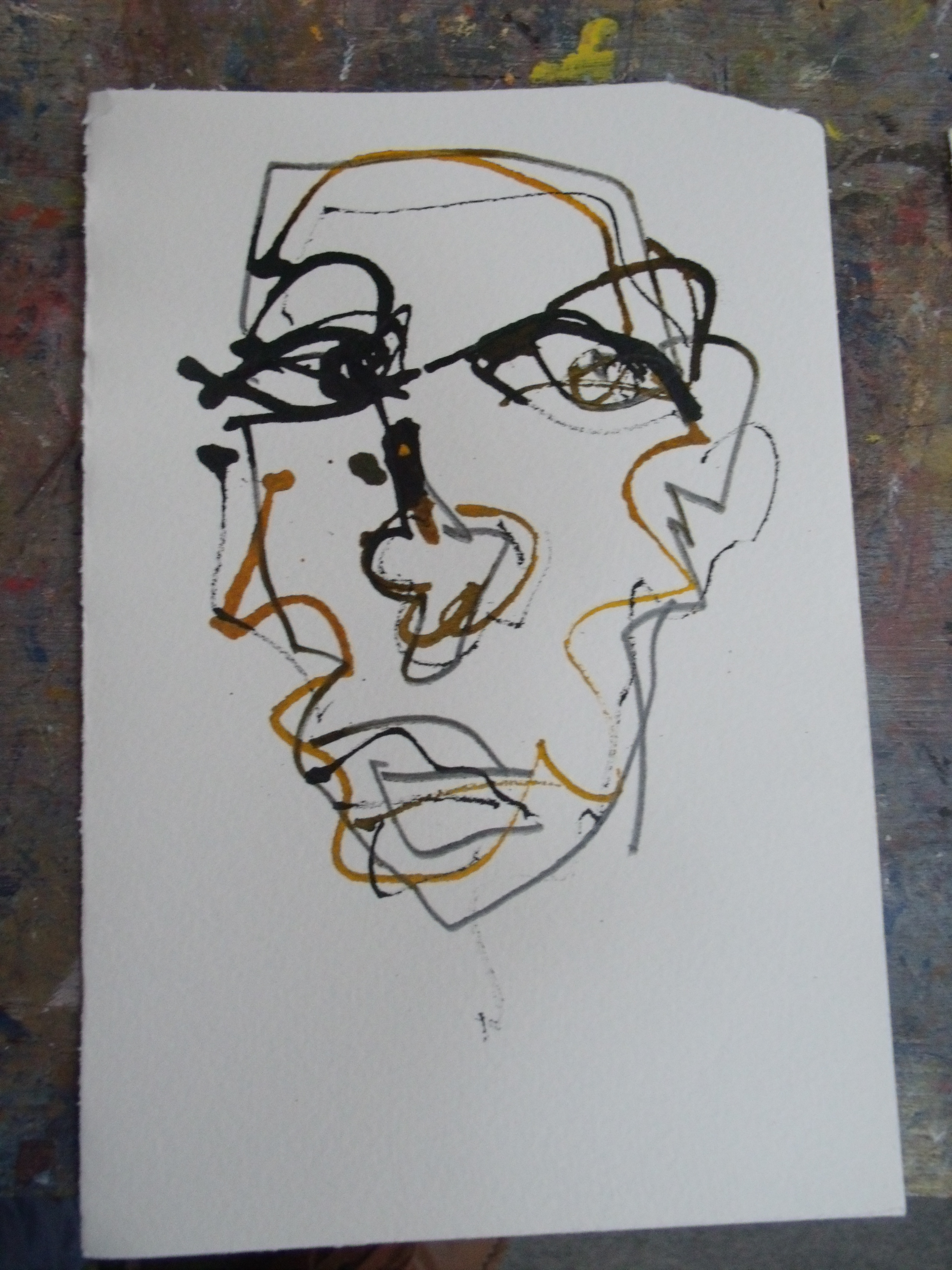
„Untitled“ Tusche und Graphit auf Papier, 2014

## Ausstellungen
- 1997: Galerie Liberger, Reims (F)
- 1997: Zeitgleich, Belgischer Rundfunk, Eupen (B)
- 1998: Intervention, Domschatzkammer, Aachen
- 1999: Städtische Galerie, Monschau
- 2001: Saint-Gobain Sekurit, IAA, Frankfurt
- 2001: Prym, Stolberg
- 2001: Galerie Oriental Rexcellence, Paris (F)
- 2002: Galerie Hitomi Bushi d´Eau, Paris (F)
- 2003: Tag der Architektur in NRW, Essen
- 2005: Galerie Kunstpalast, Aachen
- 2007: ART 10, Reims (F)
- 2009: Künstlerhaus am Lenbachplatz – Versteigerung, München
- 2009: Künstlerhaus Frise, Hamburg
- 2009: Galerie 45, Aachen
- 2014: Kunstfunde, Institut Francais, Aachen